# 玉澜堂

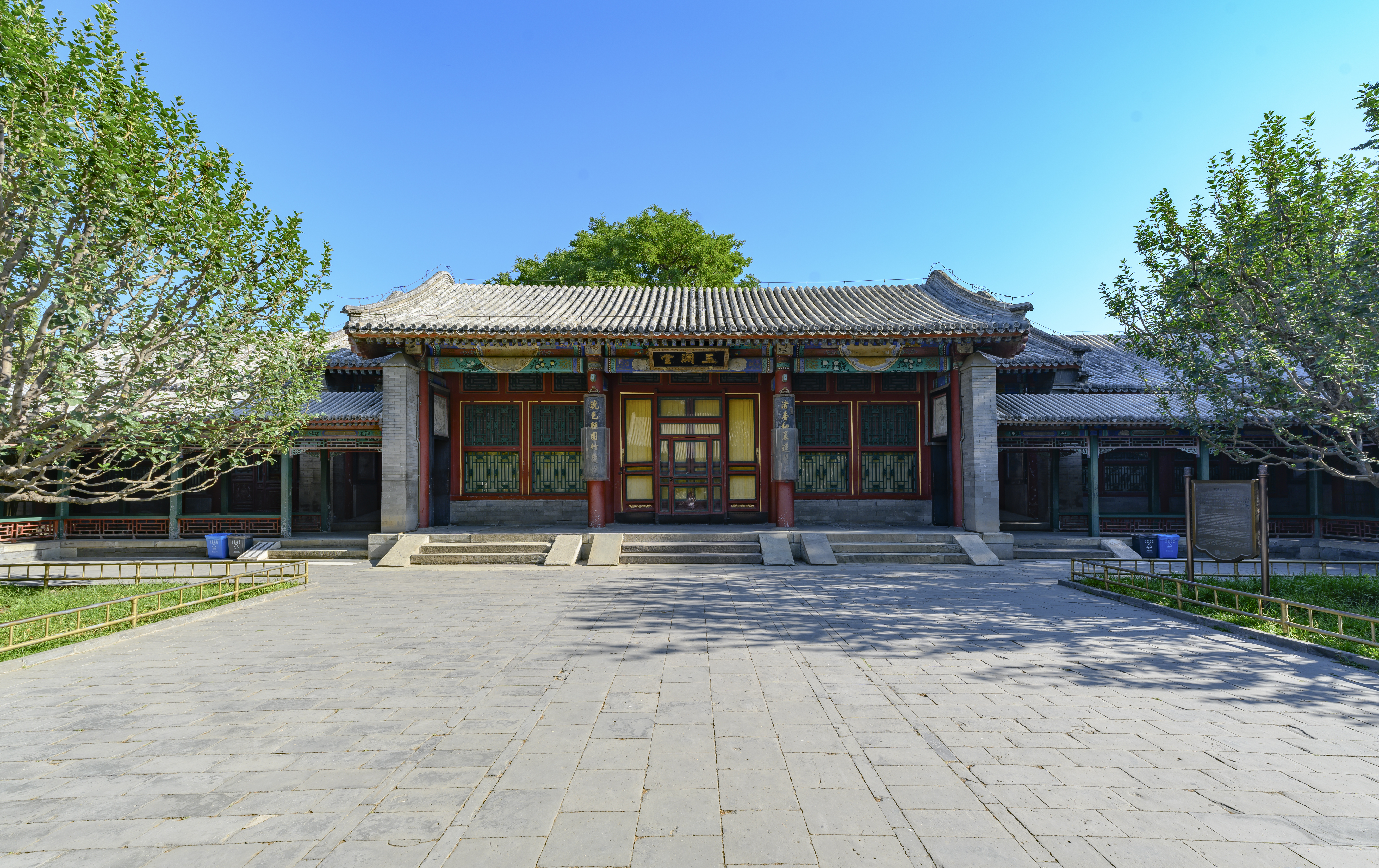

玉澜堂位于北京颐和园内。光绪皇帝居住过的地方。玉澜堂西临昆明湖，可观水波。昆明湖的水源来自玉泉山，晋朝陆机诗曰“玉泉涌微澜”，与玉澜堂的命名十分贴切。进入玉澜门，有东配殿霞芬室、西配殿藕香榭、正殿玉澜堂。堂后一小院，西建一楼名夕佳楼。向北可进入光绪皇后隆裕居住过的宜芸馆。

## 历史
乾隆曾在玉澜堂召见大臣饮宴赋诗，嘉庆也曾在此召见群臣，并举行过老人宴。慈禧重建颐和园后，她让光绪皇帝住玉澜堂。隆裕皇后住宜芸馆，这两个院相通，且与她所住的乐寿堂相近。光绪皇帝是慈禧亲妹妹的儿子，隆裕皇后又是慈禧亲兄弟的女儿，如此住宿的安排，似乎很近人情。
玉澜堂是光绪皇帝的寝宫，堂内设宝座、围屏、掌扇等。与慈禧在乐寿堂、排云殿的宝座相比，玉澜堂的宝座要文雅得多：紫檀木嵌沉香、靠背上浮雕着山水画的宝座与御案陈设在绘有山水画的玻璃围屏前。沉香是名贵的药材，牙黄色的沉香木嵌在深紫色的紫檀木中，色调和谐高雅；堂内东西相对摆着一对紫檀木边上嵌螺钿的玻璃大立镜，站在堂中央，向东西两镜观看，反复对照，景深无限；光绪皇帝的卧室在北边西间，布置简洁古朴；东耳房原是光绪皇帝的书房，梁上原挂有由太监拉动的大布风扇，可为皇帝消暑。现在堂内仍保持原状陈列。
同治皇帝驾崩之后，慈禧为了能继续掌握政权，于是就让当时只有4岁的光绪继承皇位，由她再度“垂帘听政”，直至光绪长到19岁，慈禧才表面上同意“撤帘归政”，但仍操纵实权不放。后来事物的发展并不尽如慈禧之意。1894年“甲午之战”中国战败，列强阴谋瓜分中国，民族危机空前严重。一些具有爱国思想的知识分子看到沙俄彼得大帝和日本“明治维新”的成就，倡议在中国实行变法维新。光绪的老师翁同龢向光绪推荐了维新派代表人物康有为，传播了维新思想。年轻的光绪看到祖传的基业有崩溃的危险，也想振作图强，毅然于清光绪二十四年(1898年)四月二十三日下诏变法。以慈禧为首的保守派和以光绪为首的维新派之间的斗争日益尖锐，已达到你死我活的地步。维新派谭嗣同倡议争取新军袁世凯。9月16日光绪在玉澜堂召见了袁世凯，18日晚谭嗣同到法华寺袁世凯住处劝说袁世凯杀荣禄，发动政变保光绪。袁世凯阴险狡猾，当时表示杀荣禄如同杀一条狗，但后来又赶到天津向荣禄告密，出卖了维新派。荣禄连忙进京，深夜到颐和园向慈禧报告。9月21日慈禧用光绪的名义发布上谕，请慈禧“训政”，慈禧再次直接掌握政权。康有为和梁启超逃往国外，谭嗣同等“六君子”在菜市口被杀，变法维新彻底失败。这一事件发生在戊戌年，历史上称为“戊戌政变”，又因为变法维新只进行了三个多月，也叫做“百日维新”。
慈禧再来颐和园时，将光绪囚禁在玉澜堂，通往宜芸馆的通道也封堵了，原来可以通往仁寿殿的霞芬室和原来可通往湖岸的藕香榭室内均砌起砖墙，这室内砖墙至今尚在。可怜的光绪帝只好在这座囚笼里来回走动，以杖击地发泄心中的积怨。现在地上仍凹凸不平，传说就是光绪杖击的遗迹。玉澜堂由慈禧亲信太监看守，光绪完全失去自由。当慈禧回紫禁城时，将光绪移到中南海的瀛台，一直囚禁到死。光绪被整整关了10年，终年38岁(卒于1908年)，死后葬于清西陵。
慈禧逝世前后，載灃為了讓光緒帝重獲自由，派人拆毀玉澜堂砖墙，但最後沒有做到。